# Charles F. Manski
Charles Frederick „Chuck“ Manski (* 27. November 1948) ist ein US-amerikanischer Wirtschaftswissenschaftler an der Northwestern University. Er beschäftigt sich mit Ökonometrie, Fragen der Entscheidungsfindung und Public Policy. Manski ist bekannt für seine Beschreibungen partieller Identifikation und seine ökonomische Analyse sozialer Interaktionen.

## Leben
Manski erwarb 1970 am Massachusetts Institute of Technology einen Bachelor und 1973 ebendort einen Ph.D., jeweils in Wirtschaftswissenschaften.
1973 erhielt er eine erste Professur (assistant professor) an der Carnegie Mellon University, ab 1977 als associate professor. Seit 1979 hatte er eine Professur (associate professor) an der Hebräischen Universität Jerusalem inne, bevor er 1983 mit einer ordentlichen Professur an die University of Wisconsin, Madison wechselte. Ebenfalls seit 1983 forscht Manski für das National Bureau of Economic Research. Seit 1997 hat er eine Professur an der Northwestern University inne.
Seit 2015 zählt ihn Thomson Reuters aufgrund der hohen Zahl seiner Zitationen zu den Favoriten auf einen Nobelpreis für Ökonomie.
Manski ist verheiratet und hat zwei Kinder.

## Forschung und Wirken

### Reflexionsproblem
Manski beschrieb 1993 in dem Aufsatz Identification of Endogenous Social Effects: The Reflection Problem (veröffentlicht in The Review of Economic Studies) das sogenannte Reflexionsproblem. Das Problem entstehe, wenn ein Ökonometriker versuche, soziales Verhalten zu analysieren: Wie bei einer gleichzeitig stattfindenden Reflexion einer sich bewegenden Person im Spiegel sei unklar, ob das Spiegelbild Ursache oder Wirkung der Bewegung ist. Das Problem ist weit verbreitet in der Analyse sozialer Interaktion und bei der Schätzung sogenannter Peer-Effekte (von engl. peer für eine beeinflussende, ähnliche Person). Er geht auf das Problem auch in seinem 1995 veröffentlichten Buch Identification Problems in the Social Sciences ein.
Manski unterscheidet in dem Aufsatz weiterhin drei Effekte, die getrennt oder zusammen für beobachtetes ähnliches Verhalten von Gruppenmitgliedern ursächlich sein können und die Identifizierung sozialer Effekte erschweren:
- endogener Effekt, bei dem Gruppenmitglieder sich gemäß dem Gruppenverhalten verhalten (beispielsweise Gruppenzwang),
- exogener oder Kontext-Effekt, bei dem das Verhalten der Gruppenmitglieder von exogenen Charakteristiken abhängt,
- korrelierter Effekt, bei dem Gruppenmitglieder sich ähnlich verhalten, weil sie einander ähnlich sind, und deswegen auch zu einer Gruppe gehören.

Manski führt dazu das Beispiel einer Schulklasse an, in der sich befreundete Schüler annahmegemäß in ihrem Lernverhalten beeinflussen und ähnliche Noten erhalten. Der endogene Effekt entsteht, wenn das Verhalten eines Schülers mit dem Verhalten seiner Referenzgruppe variiert. Der exogene oder Kontext-Effekt entsteht, wenn das individuelle Lernverhalten mit der sozio-ökonomischen Zusammensetzung der Gruppe variiert. Der korrelierte Effekt entsteht, wenn Schüler derselben Schule ähnliche Noten schreiben, weil sie einen ähnlichen Familienhintergrund haben oder von denselben Lehrern unterrichtet werden.

### Professionelle Aktivitäten
Neben seiner Forschung leitete Manski von 1991 bis 1994 das Journal of Human Resources als Redakteur und war von 1983 bis 1988 Ko-Redakteur der Econometric Society Monograph Series. Darüber hinaus war er assoziierter Redakteur bei einer Reihe weiterer wissenschaftlicher Journale, darunter das renommierte Journal Econometrica.
Außerdem gehörte er mehreren Komitees der American Academy of Arts and Sciences und des National Research Council an.

## Auszeichnungen (Auswahl)
- 1994 Mitglied der American Academy of Arts and Sciences[3]
- 2006 Ehrendoktor der Universität Tor Vergata (Rom)
- 2009 Lawrence-R.-Klein-Vorlesung des International Economic Review[4]
- 2009 Mitglied der National Academy of Sciences[5]
- 2014 Korrespondierendes Mitglied der British Academy[6]

## Schriften
- Public Policy in an Uncertain World: Analysis and Decisions, Cambridge: Harvard University Press, 2013.
- Identification for Prediction and Decision, Cambridge: Harvard University Press, 2007.
- Social Choice with Partial Knowledge of Treatment Response, Princeton: Princeton University Press, 2005.
- Partial Identification of Probability Distributions, New York: Springer-Verlag, 2003.
- Identification Problems in the Social Sciences, Cambridge: Harvard University Press, 1995.
- Analog Estimation Methods in Econometrics, London: Chapman and Hall, 1988.
- College Choice in America (mit D. Wise), Cambridge: Harvard University Press, 1983.